# St. Bonifatius (Lichtental)

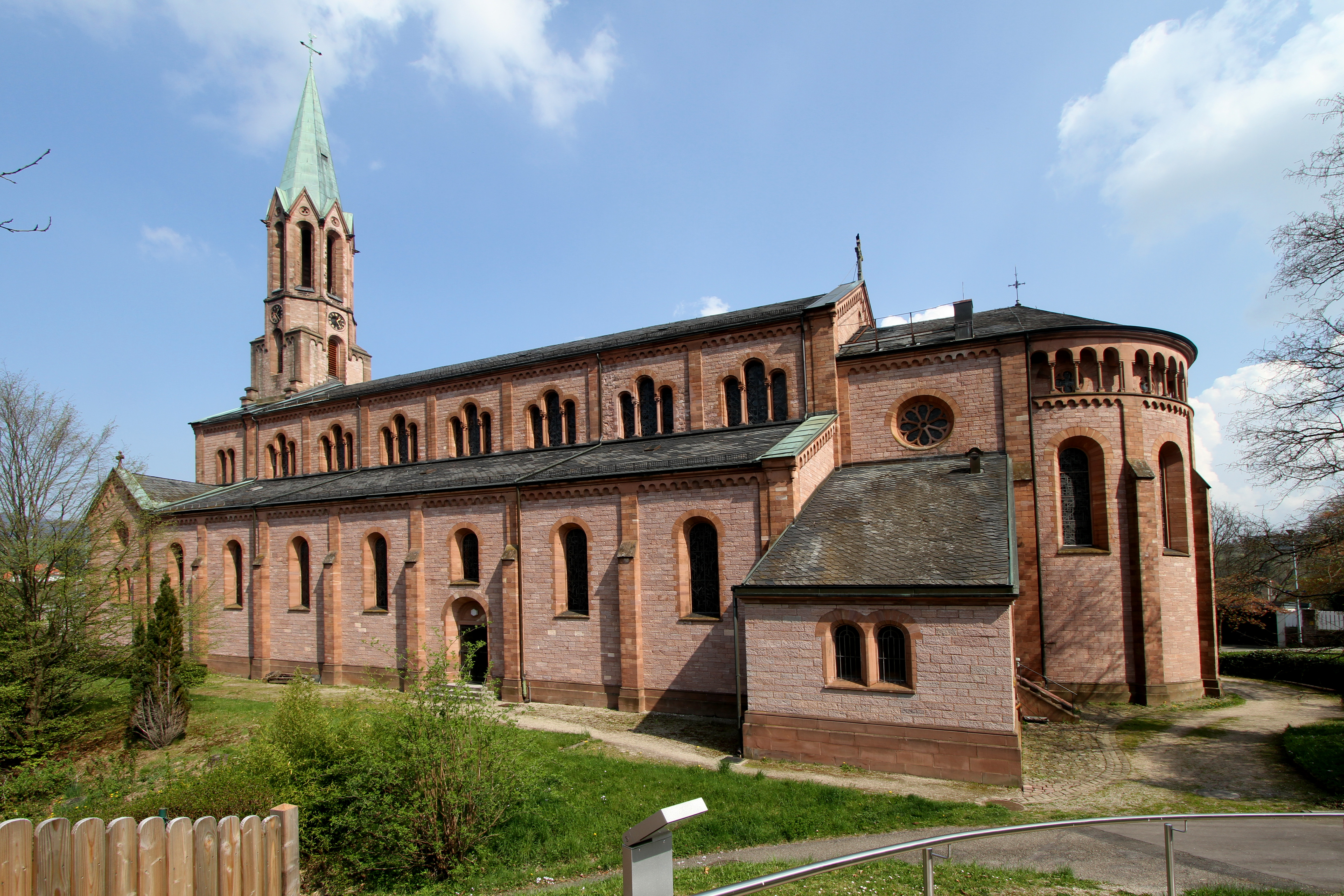
St. Bonifatius in Lichtental

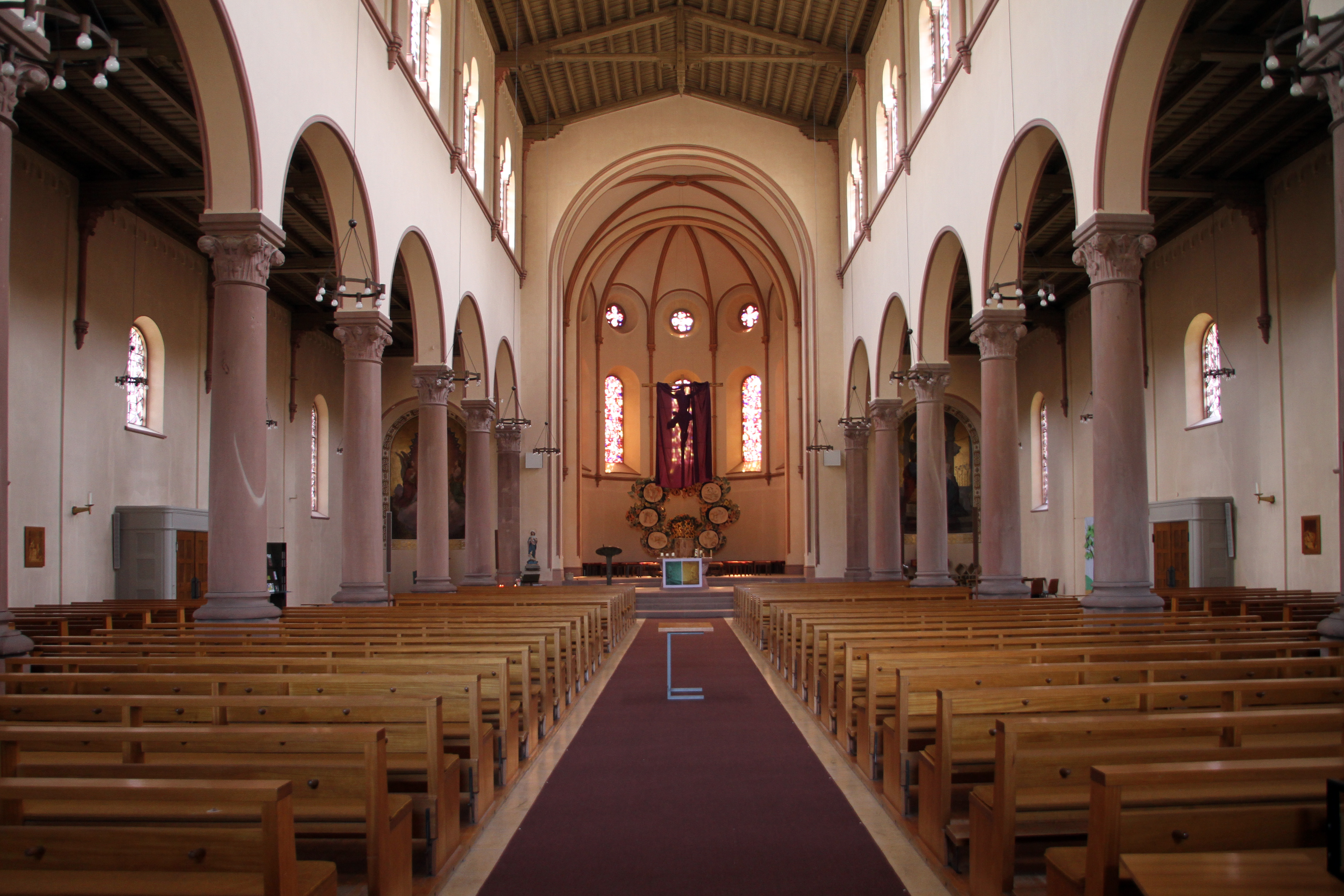
Innenansicht

Die römisch-katholische Pfarrkirche St. Bonifatius steht in Lichtental, einem Stadtteil von Baden-Baden in Baden-Württemberg. Das Bauwerk ist beim Landesamt für Denkmalpflege Baden-Württemberg als Baudenkmal eingetragen. Die Kirchengemeinde gehört zum Dekanat Baden-Baden im Erzbistum Freiburg.

## Beschreibung
Die neuromanische Basilika wurde 1865–69 nach einem Entwurf von Karl Dernfeld erbaut. Sie besteht aus dem Langhaus mit einem Mittelschiff und zwei Seitenschiffen, dem eingezogenen, halbrund geschlossenen Chor im Süden, der Sakristei an der Westwand des Chors und dem Westbau im Norden mit einem in das Mittelschiff integrierten Fassadenturm, flankiert von zwei querrechteckigen Anbauten vor den Seitenschiffen. Im quadratischen Glockengeschoss des Fassadenturms befindet sich der Glockenstuhl, in dem vier Kirchenglocken hängen. Das achteckige Geschoss darüber beherbergt die Turmuhr. Über einem offenen Geschoss sitzt ein achtseitiger spitzer Helm. Über dem Portal im Westbau steht in einer Nische die Statue des Bonifatius. 
Das Mittelschiff ist mit einem flachen Satteldach bedeckt, die Seitenschiffe mit Pultdächern, deren Konstruktion im Innenraum offen sichtbar ist. Der Chor ist innen mit einem Kreuzrippengewölbe überspannt. Die Orgel wurde 1986 von Orgelbau Vier gebaut.